# Zdravilo sirota
Zdravilo sirota je po veljavni zakonodaji zdravilo, ki je namenjeno za diagnosticiranje, preprečevanje ali zdravljenje življenjsko nevarne ali kronično izčrpavajoče bolezni, ki prizadene največ pet do deset tisoč oseb v Evropski skupnosti ali ki je namenjeno za diagnosticiranje, preprečevanje ali zdravljenje življenjsko nevarne, resno izčrpavajoče ali hude in kronične bolezni v Skupnosti ter ni verjetno, da bi promet z zdravilom v Skupnosti brez spodbud ustvaril zadosti dohodka za upravičenje naložbe ter da ne obstaja nobena druga zadovoljiva metoda za diagnosticiranje, preprečevanje ali zdravljenje zadevne bolezni, odobrena v Skupnosti oziroma, če taka metoda obstaja, da bo zdravilo pomembno koristilo obolelim za to boleznijo.
Izraz zdravilo sirota se je prvič pojavilo za poimenovanje zdravil zoper redke bolezni leta 1983. Takšna zdravila zaradi majhnega tržišča in posledične nedonosnosti niso zanimiva za farmacevtska podjetja, da bi jih patentirala pod uveljavljeno patentno zaščito. Zatorej imajo takšna zdravila tudi v patentni zakonodaji poseben status, s čimer se spodbuja njihov razvoj. 
Farmacevtsko podjetje, ki mu je za določeno zdravilo podeljen status zdravila sirote, lahko registrira zdravilo po hitrejšem postopku, v času trženja mu podelijo 10-letno pravico do tržne ekskluzivnosti (drugi proizvajalci nimajo vpogleda v dokumentacijo zdravila) ter finančne ugodnosti.

## Zdravila sirote v Evropi
Januarja 2007 je imelo v Evropski skupnosti 32 zdravil status zdravila sirote:
- agalzidaza alfa (Replagal®, TKT)
- agalzidaza beta (Fabrazyme®, Genzyme)
- alglukozidaza alfa (Myozyme®, Genzyme)
- anagrelid (Xagrid®, Shire Pharmaceutical)
- arzenov trioksid (Trisenox®, Cell Therapeutics)
- betain anhydricum (Cystadane®, Orphan Europe)
- bosentan (Tracleer®, Actelion)
- busulfan (Busilvex®, Pierre Fabre)
- kargluminska kislina (Carbaglu®, Orphan Europe)
- celecoksib (Onsenal®, Pfizer)
- kladribin (Litak®, Lipomed)
- klofarabin (Evoltra®, Bioenvision)
- dasatinib (Sprycel®, Bristol-Myers-Squibb)
- deferasiroks (Exjade®, Novartis)
- deksrazoksan (Savene®, TopoTarget)
- galsulfaza (Naglazyme®, BioMarin)
- ibuprofen (Pedea®, Orphan Europe)
- idursulfaza (Elaprase®, TKT)
- iloprost (Ventavis®, Schering)
- imatinibmezilat (Glivec®, Novartis)
- laronidaza (Aldurazyme®, Genzyme)
- miglustat (Zavesca®, Actelion)
- mitotan (Lysodren®, Laboratoire HRA)
- natrijev oksibat (Xyrem®, UCB)
- nitisinon (Orfadin®, Swedish Orphan International)
- pegvisomant (Somavert®, Pfizer)
- porfimer natrium (Photobarr®, Axcan Pharma)
- sildenafil (Revatio®, Pfizer)
- sorafenib (Nexavar®, Bayer Healthcare)
- sunitinib (Sutent®, Pfizer)
- cikonotid (Prialt®, Elan Pharma)
- sitaxentan Natrium (Thelin®, Encysive)
- cinkov acetat dihidrat (Wilzin®, Orphan Europe)